# Przegląd Bezpieczeństwa Wewnętrznego
Przegląd Bezpieczeństwa Wewnętrznego (PBW) – czasopismo naukowe poświęcone interdyscyplinarnym zagadnieniom związanym z ochroną porządku konstytucyjnego państwa. Tematyka publikowanych w nim artykułów obejmuje szeroko rozumianą problematykę bezpieczeństwa narodowego, tj.: zagadnienia prawne, działalność instytucji i organizacji odpowiedzialnych za ochronę porządku konstytucyjnego państwa, analizy aktualnego i prognozowanego stanu bezpieczeństwa w perspektywie krajowej oraz międzynarodowej.
Czasopismo ukazuje się od 2009 r. jako półrocznik. Wydawcami są Agencja Bezpieczeństwa Wewnętrznego i Centralny Ośrodek Szkolenia im. gen. Stefana Roweckiego "Grota".  
PBW ukazuje się w otwartym dostępie, na licencji CC BY-NC-SA 4.0 (uznanie autorstwa – użycie niekomercyjne 4.0 międzynarodowe) 